# Utpal Dutt
Utpal Dutt (utpôl dôttoⓘ) (29 de marzo de 1929 - 19 de agosto de 1993) fue un actor, director, escritor y dramaturgo indio. Fue sobre todo un actor de teatro bengalí, donde se convirtió en una figura pionera en el moderno teatro de la India, cuando fundó el "Little Theater Group" en 1947, que promulgó muchas obras de teatro en inglés, Shakespeare y Brecht, en un periodo ahora conocido como "el periodo de teatro épico", antes de sumergirse completamente en el teatro radical y político. Sus obras de teatro se convirtieron en vehículos idóneos de la expresión de sus ideologías marxistas, visibles en términos sociopolíticos, como obras de teatro, los Kallol (1965), Manusher Adhikar, Louha Manob (1964), Tiner Toloar and Maha-Bidroha. También actuaó en más de 100 películas hindis y bengalís en su carrera de 40 años, y sigue siendo el más conocido por sus papeles en películas como Mrinal Sen’s Bhuvan Shome (1969), Satyajit Ray’s Agantuk (1991), Gautam Ghose’s Padma Nadir Majhi (1993) y comedias ligeras de Hrishikesh Mukherjee, como Gol Maal (1980) y Rang Birangi (1983).

## Legado
Cuarenta años después de la puesta en escena de la obra clásica Kallol que implica la historia del motín de los marineros de la India contra los británicos en el Mar de Arabia, por lo que fue encarcelado, incluso, fue restablecida en 2005, como Gangabokshe Kallol, siendo parte de la financiado del estado "Utpal Dutt Natyotsav" (Festival de Teatro Utpal Dutt) en un escenario fuera de la costa, por el río Hooghly en Calcuta.

## Obras
- Girish Chandra Ghosh. Sahitya Akademi Publications. 1992. ISBN 8172011970. Excerpts
- The Great Rebellion, 1857 (Mahabidroha), Seagull Books, 1986. ISBN 8170460328.
- On Theatre, Seagull Books. 2009. ISBN 8170462517.
- Towards A Revolutionary Theatre. Seagull Books,  2009. ISBN 8170463408.
- On Cinema. Seagull Books, 2009. ISBN 8170462525.
- Rights Of Man (Manusher Adhikare). Seagull Books, 2009. ISBN 8170463319.
- 3 Plays. Seagull Books, 2009. ISBN 8170462568.